# Barnaby Metschurat
Barnaby Metschurat, né le 22 septembre 1974 à Berlin, est un acteur allemand. On le retrouve aussi bien au cinéma, qu'à la télévision ou encore au théâtre.

## Biographie
Après avoir quitté la maison à 17 ans, Barnaby Metschurat suit une formation comédien à l'école berlinoise des arts scéniques : die Etage. À 18 ans, il devient père d'une petite fille mais se séparera de la mère trois ans après.
Les films Solino et Anatomie 2 lui vaudront d'être reconnu comme acteur.

## Filmographie partielle

### Cinéma
- 1997 : Das vergessene Leben
- 1999 : Otomo
- 1999 : Chill Out
- 2000 : Das Mädcheninternat - Deine Schreie wird niemand hören
- 2000 : Wolfsheim
- 2001 : Julietta - Es ist nicht wie du denkst
- 2002 : Solino
- 2002 : L'Auberge espagnole
- 2002 : Echte Männer?
- 2003 : Anatomie 2
- 2005 : Sternzeichen
- 2005 : Les Poupées russes
- 2006 : Das total verrückte Wunderauto
- 2010 : Fondu au noir (Satte Farben vor Schwarz) de Sophie Heldmann
- 2011 : Vole petit poisson (Fliegende Fische müssen ins Meer)
- 2015 : Trouble-fête (Familienfest) : Frederik
- 2016 : La Couleur de la victoire (Race)
- 2019 : Was gewesen wäre

### Télévision
- 1993 : Berlin, brigade criminelle
- 1993-1994 : Unser Lehrer Doktor Specht
- 2005 : Wilsberg - Schuld und Sühne
- 2015 : Alerte Cobra (Saison 37, Épisode 1) : Bob Mayer
- 2021 : Nona et ses filles
- 2023 : Salade grecque : Tobias

## Distinctions
En 2003, il a obtenu le prix du film bavarois pour son rôle de « Gigi » dans le film Solino.